# Francisco Huidobro
Francisco Joaquín Huidobro Preciado, conocido simplemente como Paco Huidobro (Ciudad de México, 20 de agosto de 1970) es un compositor, guitarrista y cantante mexicano de rock en español. Forma parte de la banda mexicana Fobia junto con Leonardo de Lozanne, Jay de la Cueva, Javier Ramírez e Iñaki Vázquez. Es hermano mayor de Micky Huidobro, miembro de la banda mexicana Molotov.

## Carrera
Paco Huidobro es uno de los músicos más reconocidos en México, es guitarrista, compositor, productor y también vocalista. Es parte de dos bandas actualmente, Fobia (banda) y Los Odio!, ha producido discos, tanto propios, como para otros grupos.
Paco es originario de la Ciudad de México, es hermano mayor de Micky Huidobro (Molotov). A los 16 años compuso su primera canción, El Microbito y formó en 1987 junto con un grupo de amigos la banda llamada Fobia, grupo que fue totalmente adelantado a su época, que le tocó abrir el camino junto con otras bandas de su época al Rock mexicano como es conocido actualmente. Paco es el autor de prácticamente todas las canciones de Fobia.
En 1997 cuando Fobia se separa, Huidobro comienza a componer material para su nuevo proyecto: Los Odio!. En ese tiempo, Paco es invitado a producir el disco Elevator del grupo Titán (banda), Paco se va 3 años de gira con Molotov (banda), por lo que su proyecto de Los Odio!  queda en pausa
En 2004 los antiguos integrantes de Fobia se reúnen después de años para un pícnic en la marquesa, y sin planearlo, deciden volver a dar vida a Fobia (banda). Paco escribe al año siguiente el siguiente álbum de Fobia, Rosa Venus y comienzan a girar nuevamente participando en 3 festivales Vive Latino.
En 2006 después de muchos años y de muchas interrupciones, saca el primer EP de Los Odio! que lo conformaban Paco Huidobro (Fobia (banda)), Tito Fuentes (Molotov (banda)), Tomás (La Lupita) y Quique Rangel (Café Tacvba).
En 2006 también participó como juez en el Rockcampeonato Telcel, junto con Joselo Rangel (Café Tacvba), Tito Fuentes (Molotov) y Los Dynamite.
A finales de ese mismo año, produce el primer álbum de Los Dynamite, que resulta ser un éxito. Participa también en la canción Oso Polar, del álbum de Los Concorde, Región 4.
Fue invitado en 2007 y 2008 al festival Vive Latino, esta vez con la banda Los Odio!
En 2008 giró por las ciudades más grandes de México con Los Odio! en el Corona Music Fest, al igual que en el 2009, pero esta vez, como parte de Fobia.
En 2011 se fue de gira con Los Odio! y con Fobia.

### Fobia
Paco es uno de los fundadores de Fobia junto con Leonardo de Lozanne.
Es el compositor de la mayoría de las canciones de todos los discos de Fobia.
Por azares del destino, Leonardo de Lozanne, conoce a Paco Huidobro en un concierto de "Las Insólitas Imágenes de Aurora" (la semilla de Caifanes (banda)), rompe la llave de su automóvil y pide un "ride" a Huidobro, con quien platica sobre sus inquietudes musicales y juntos unen sus talentos y deciden formar una agrupación.
Más tarde, De Lozanne le recomienda a Huidobro un bajista al que considera "muy bueno", y acuden al instituto donde Leonardo estudiaba, y en donde había un festival de música y bandas de rock juveniles, donde Javier Ramírez "Cha!" se presentó con su banda, que se llamaba de la misma forma "Cha!", junto con Iván Morales y Marcelo Lara (o "Mick Marcy" de Moderatto).
Después, conocen a Gabriel Kuri, quien tocaba la batería, e invita a Paco Huidobro a tocar unas canciones, que después pasa a formar parte de esta agrupación junto a José Kuri, quien toca la guitarra, pero por un breve espacio de tiempo.
Más tarde, por el año de 1989, Huidobro, junto el Cha!, acuden a un recital del grupo Neón, y se encuentran con una persona de la que habían escuchado que poseía un teclado y un "sampler", y que era vecino de Huidobro: Iñaki Vázquez.
Fobia comienza una extensa gira, y son invitados al festival Rock al Parque en Colombia, en donde la gente los recibe con aprecio, y comienzan a convertirse en los favoritos de los colombianos.
Por estos días, Paco Huidobro, contrae Hepatitis, lo que le impide continuar con la banda por un tiempo, y en su lugar, entra Lino Nava (guitarrista de La Lupita).
En 1997 la banda anuncia su disolución, y realizan una serie de conciertos de despedida en el Teatro Metropólitan, dando vida al disco "Fobia on Ice".
Lo último que se supo del grupo fue en la aportación que hicieron al tributo de Queen, con la canción clásica de esta agrupación inglesa: "Under Pressure" (Presionando), siendo ésta una de las mejores versiones del disco ya que era muy fiel a la original.
Después de la disolución de Fobia en su mejor momento creativo, sus integrantes se integran a nuevos proyectos. Leonardo de Lozanne como solista, Paco Huidobro se integra por temporadas como soporte para Molotov (banda)
Siete años después de su rompimiento formal, el grupo lanza su compilatorio "Wow 1987-2004" que contiene todos sus éxitos y videos. Como parte de los bonus tracks de esta compilación, se incluyen dos canciones nuevas: "Hoy tengo miedo" y "Más caliente que el sol" (que había sido escrita previamente para el soundtrack de la película Matando cabos) (Ambas escritas por Paco).
En 2005 lanzan Rosa Venus, cuyo título es un descarado homenaje a los jabones que usualmente se regalan en los baños de los moteles de paso. En Rosa Venus, se puede ver a un grupo Fobia mucho más maduro, con letras de Paco Huidobro menos hilarantes y que se enfocan más en la experiencia de ser un hombre cercano a los 40 años. El disco incluye dos tracks completamente instrumentales que dejan ver a unos músicos con habilidades incrementadas por los años y es la primera grabación de estudio en la que Jay de la Cueva participa en Fobia (banda). Cabe destacar que Paco compone11 de los 12 temas que incluye el disco Rosa Venus.
Una curiosidad es que Paco escribió la canción "Un camino y un camión" agradeciendo al grupo Molotov haberlo llevado de gira por Europa.
En 2011 se espera un disco nuevo por parte de la banda y del cual se tiene una canción adelantada que tocaron en el festival de música Vive Latino llamada La Búsqueda.

### Los Odio!
La agrupación mexicana Los Odio!, es integrada por Paco Huidobro, Tito Fuentes, Tomás Pérez Ascencio y Quique Rangel.
La irreverencia y las letras digeribles para cualquier persona, mismas que caracteriza a la popular banda conocida por su frase «Odiarás a tu prójimo como a ti mismo», se mostrará en la producción que ofrecerá una decena de canciones.
Mientras que Paco Huidobro (Fobia) define la placa como «una reverenda inmundicia», Quique Rangel (Café Tacvba) dice que «nunca antes el mal gusto y la falta de objetividad habían dado un resultado tan fallido en la música, si a esto se le puede llamar así».

## Discografía

#### Fobia
- Fobia (1990)
- Mundo Feliz (1991)
- Leche (1993)
- Amor Chiquito (1995)
- Fobia on Ice (en vivo) (1997)
- Wow 87-04 (2004)
- Rosa Venus (2005)
- XX (En Vivo) (2007)
- Destruye Hogares (2012)

#### Los Odio!
- Los Odio! (2009)